# Желтки святой Терезы
Желтки святой Терезы (исп. Yemas de Santa Teresa), также известны, как Авильские желтки (исп. Yemas de Ávila) — популярное блюдо испанской кухни. 
Изначально происходит из города Авила, автономное сообщество Кастилия и Леон, ныне может быть приобретено по всей стране. Представляет собой небольшие жёлтые шарики, типа печенья, в бумажных тарталетках. По одной из версий, их история связана с монастырём босоногих кармелиток, основанном в Авиле святой Терезой, по другой продукт возник в Авиле позже и был назван в честь почитаемой святой.
При приготовлении желтков святой Терезы, желтки куриных яиц сбиваются в миске (традиционно — в медной чаше), смешиваются с очень густым сахарным сиропом с корицей и лимонным соком (либо к желткам можно добавить цедру), затем полученная смесь уваривается ещё больше. Застывшую массу формируют в виде шариков.
В некоторых других монастырях Испании исторически существуют десерты, похожие на желтки святой Терезы. Самым известным примером такого десерта являются желтки святого Леандра из монастыря Сан-Леандро в Севилье.

## Галерея

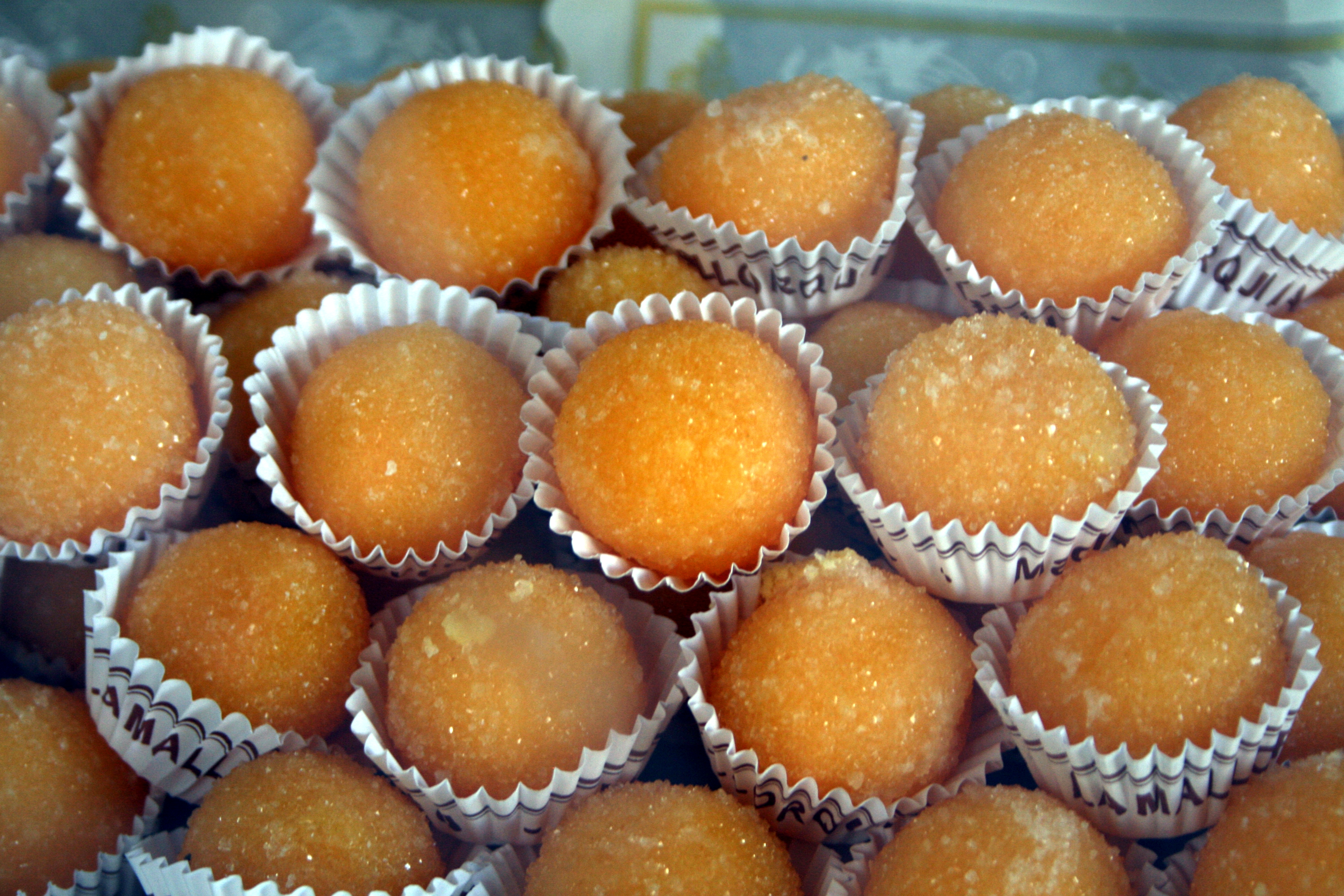
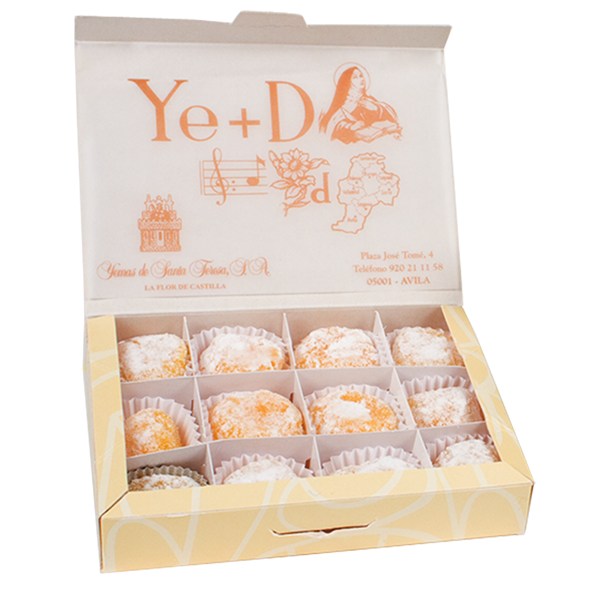